# پواکئنا بورهم
پواکئنا بورهم (انگلیسی: Puakena Boreham؛ زادهٔ ۱۸ دسامبر ۱۹۷۰ در نوئی) سیاست‌مدار زن اهل تووالو است که از تاریخ اوت ۲۰۱۶ در کابینه اینله سوپواگا سمت وزارت کار و منابع طبیعی را برعهده دارد. وی همچنین از تاریخ ۳۱ مارس ۲۰۱۵ نماینده مجلس تووالو نیز می‌باشد. بورهم از مدرسه پزشکی فیجی و دانشگاه ملی استرالیا فارغ‌التحصیل شده‌است.